# Amicitia lucens
Amicitia lucens är en tvåvingeart som beskrevs av Fritz Isidore van Emden 1940. Amicitia lucens ingår i släktet Amicitia och familjen husflugor.
Artens utbredningsområde är Uganda. Inga underarter finns listade i Catalogue of Life.